# 하야시 나오키
하야시 나오키(일본어: 林 尚輝, 1998년 6월 9일~)는 일본의 축구 선수이다.

## 구단 경력
그는 2021년 J1리그의 가시마 앤틀러스에 입단했다. 2023년 J2리그의 도쿄 베르디로 이적했다. 2023년 J2리그 3위를 기록하여 J1리그로 승격했다.